# Stańczyk (schilderij)
Stańczyk (volledige titel in het Pools: Stańczyk w czasie balu na dworze królowej Bony wobec straconego Smoleńska, oftewel Stańczyk tijdens een bal aan het hof van koningin Bona na het horen van het verlies van Smolensk) is een schilderij van de Poolse schilder Jan Matejko. Het werd voltooid in 1862. In 1924 werd het aangekocht door het Nationaal Museum van Warschau, waar het zich sindsdien bevindt (met uitzondering van de periode 1944-1956).

## Inhoud
Centraal in het schilderij zit de hofnar Stańczyk. Hij maakt een peinzende en sombere indruk. Hij heeft een medaillon om van de Zwarte Madonna van Częstochowa. Zijn marot ligt voor hem op de vloer. Op tafel ligt een geopende brief, met voor de toeschouwer duidelijk leesbaar de tekst Samogitia en het jaartal 1533 in Romeinse cijfers. De naam Samogitia doet vermoeden dat Stańczyk zich aan het koninklijk hof in Samogitië bevindt, in wat tegenwoordig westelijk Litouwen is. 
Op de achtergrond rechts zijn feestende mensen te zien, in sterk contrast met de bedrukte stemming van de nar. Waarschijnlijk wordt er feestgevierd naar aanleiding van een Pools-Litouwse overwinning op het grootvorstendom Moskou in 1514. Tussen de feestgangers is een dwerg met een luit te zien. Ook hierin zit een contrast: in Matejko's tijd was een dwerg iemand van laag aanzien, terwijl de luit juist werd geassocieerd met roem.
In het raam aan de linkerkant van het schilderij is een komeet te zien, een teken van naderend onheil.

## Geschiedenis van het werk
Tijdens de Tweede Wereldoorlog werd het schilderij geroofd door de nazi's en daarna werd het in beslag genomen door de Sovjet-Unie. Rond 1956 werd het teruggegeven aan Polen.